# Хиялетдинов, Шакир Шайхисламович

Шакир Шайхисламович Хиялетдинов, 1960 год

Шакир Шайхисламович Хиялетдинов (3 [15] мая 1890, Звериноголовское, Оренбургская губерния — 15 июня 1974, Уфа) — российский учёный-богослов, религиозный и общественный деятель СССР. В 1951—1974 годах возглавлял Центральное духовное управление мусульман России.

## Биография
Шакир Хиялетдинов родился 3 (15) мая 1890 года в станице Звериноголовской Звериноголовского станичного юрта Челябинского уезда Оренбургской губернии, который относился к Войсковой территории Челябинского уезда (3-й военный отдел Оренбургского казачьего войска), ныне село — административный центр  Звериноголовского муниципального округа Курганской области.
В 1909 году окончил медресе «Расулия» в городе Троицке Оренбургской губернии. Затем продолжил образование в медресе (тат. Иж-Бубый мәдрәсәсе) села Иж-Бобья Вятской губернии, ныне в Агрызском районе Республики Татарстан.
С 1910 года преподавал в мусульманских учебных заведениях уездных городов Кустанай Тургайской области и Кокчетав Акмолинской области, Джамбейта Уральской области.
В 1918—1930 годах являлся имамом-хатибом мечети города Атбасар Акмолинской губернии. 
В 1930—1943 годах работал бухгалтером в Ташкенте и Петропавловске. 
С 1943 года исполнял обязанности председателя ревизионной комиссии Духовного управления мусульман Средней Азии и Казахстана в Ташкенте, на эту должность его пригласил ташкентский муфтий Ишан Бабахан (1858–1957). 
С 1947 года был имамом-хатибом в мечетях городов Панфилов (ныне Жаркент) и Чимкент (ныне Шымкент) в Казахской ССР.

### Во главе ДУМЕС
После смерти муфтия Габдрахмана Зайнуллович Расулева 6 июля 1950 года обязанности руководителя Духовного управления мусульман европейской части СССР и Сибири с июля 1950 по март 1951 года исполнял казый Баймухамед Вильданович Тугузбаев. Одновременно шла работа по подбору кандидатуры на должность муфтия ДУМЕС. 21 марта 1951 года в Уфе открылся съезд представителей мусульманского духовенства Европейской части СССР и Сибири, на котором присутствовало 70 человек. На этом съезде новым муфтием ДУМЕС единогласно был избран казый Шакир-хазрат ибн Шейхислам Хиялетдинов, который прибыл на съезд в качестве гостя от ташкентского муфтията.
К 1952 году ДУМЕС объединяло 129 зарегистрированных мечетей, в том числе 16 в Татарской АССР, 23 — в Башкирской АССР, 20 — в Куйбышевской области, 15 — в Пензенской области, 13 — в Ульяновской области. Под юрисдикцией ДУМЕС тогда находились и три татарские мечети за пределами РСФСР — две в Белорусской ССР и одна в Литовской ССР.
Деятельность Хиялетдинова на посту главы ДУМЕС была полностью подконтрольна советским властям. Хиялетдинов должен был:
- Два раза в месяц бывать с отчётами о деятельности своего Управления у Уполномоченного Совета по делам религиозных культов;
- Спрашивать у Уполномоченного разрешение на все назначения в Управлении;
- Получать разрешение на любой свой выезд за пределы Уфы.

С 1955 года, начиная со Всемирной ассамблеи миролюбивых сил в Хельсинки, муфтий Ш. Хияледтинов неоднократно присутствовал на мероприятиях, посвященных борьбе за мир, диалогу между религиями. 
При Хиялетдинове 7 марта 1960 года была издана фетва «о прекращении паломничества к так называемым святым местам».
18 июня 1961 года Духовное управление мусульман Европейской части СССР и Сибири выпустило фетву против «бродячих мулл». В ней сообщалось следующее:

Чтобы пятничный намаз был признан Аллахом, он должен совершаться в специальных молитвенных помещениях и имамами, назначенными Духовным Управлением мусульман. Исполненные пятничные намазы под открытым небом и муллами-самозванцами не принимаются Аллахом
В этой же фетве казыи и мухтасибы крупнейших  регионов, подписавшие фетву, выступают против «такбира» (громкого прославления Аллаха) по пути следования верующих и обязательного жертвоприношения животных в дни Курбан-байрама.
Модернистское отношение Ш. Хиялетдинова к ряду традиционных обрядов отражает его джадидский дореволюционный опыт.
Шакир Шайхисламович Хиялетдинов скончался 15 июня 1974 года в городе Уфе Башкирской АССР, ныне город — административный центр Республики Башкортостан. Похоронен на Магометанском (мусульманском) кладбище города Уфы.

## Награды
- Международная Ленинская премия «За укрепление мира между народами» с вручением диплома, золотой медали и денежной премии, 1972 год.